# Ituero y Lama
Ituero y Lama – gmina w Hiszpanii, w prowincji Segowia, w Kastylii i León, o powierzchni 13,19 km². W 2011 roku gmina liczyła 362 mieszkańców.